# 赫尔穆特·鲁斯卡
赫尔穆特·P·G·鲁斯卡（英語：Helmut Philipp Georg Ruska，1908年6月7日—1973年8月30日）是一位德国医生和微生物学家，是电子显微镜的发明者恩斯特·鲁斯卡的弟弟，1939年和古斯塔夫·考舍（Gustav Kausche）与埃德加·普凡库赫（Edgar Pfankuch）在电子显微镜下观察到了烟草花叶病毒（TMV）。